# Пеньо Пенев (офицер)
Вижте пояснителната страница за други личности с името Пеньо Пенев.
Пеньо Върбанов Пенев е български офицер, полковник, военен разузнавач.
Изключен е от гимназията заради членството му в РеМС. След завършване на средното си образование (1945) постъпва като юнкер във Военното училище, а след него е произведен в чин подпоручик, танкови войски. По-късно (1973) завършва висше образование по „Ориенталистика“. Владее безупречно турски език.
Офицерската му служба започва в танковата бригада в Казанлък, после служи в Стара Загора. От 1 януари 1951 година е назначен за оперативен работник в Разузнавателното управление на Генералния щаб. Като основен познавач на Турция работи във Външното министерство.
Под прикритието на вицеконсул в генералното консулство на България в Истанбул е изпратен в резидентурата на българското военно разузнаване в Истанбул през 1953 г. Арестуван е от турските органи за сигурност в района на Златния рог в Истанбул по обвинение в шпионаж на 29 юни 1955 г. За задържането му дълго време не е уведомена българската страна – нито дипломатическите мисии в страната (посолството в Анкара и генералните консулства в Истанбул и Одрин), нито Външното министерство в София.
Процесът срещу него трае 5 години. Държи се достойно, не признава своята принадлежност към разузнаването, не издава нито колегите си, нито агентите си. Защитава се сам; макар че отказва да ползва турски адвокат, му е назначен служебно турски държавен адвокат. Успява да избегне готвената първоначално смъртна присъда, като получава 3 присъди: затвор 24 години, намалена на затвор 20 години с трудов лагер 3 години, накрая затвор 12 години. Прекарва 9 години в турски затвори, където не е третиран като политически затворник, а е с криминалните престъпници, при нечовешки условия.
Българските власти първоначално не реагират официално по никакъв начин, не правят постъпки за издирването и освобождаването му. Министър-председателят по онова време Вълко Червенков заявява по случая Пеньо Пенев: „Не можем заради бълхата да изгорим юргана. Трябва да държим сметка за нашите българо-турски отношения.“ В крайна сметка П. Пенев е разменен на ГКПП Капъкуле срещу 9 турски агенти в България – български граждани от турски произход, на 8 април 1964 година. (Договаряният десети е пожелал да остане в България и е осъден за шпионаж.) Когато напуска турската територия, турският граничен караул е построен и взема оръжието „за почест“. Изпратен е от Турция с военни почести, строен е целият караул.
Завърнал се в родината си, полк. Пенев отново работи в структурата на РУ-ГЩ, включително и като преподавател в нейната школа (със статут на Факултет по стратегическо разузнаване на ВА „Г. Раковски“). На задгранична дипломатическа работа е консул в Посолството на НРБ в Източен Берлин, ГДР (1978 – 1983). След това е назначен в РУ-ГЩ за началник на отделение.
Автор е на 2 книги: „Темида с пагони“ и „Прекършена младост“.
Награден е от военния министър с почетен знак за принос към Министерството на отбраната на 4 април 2014 г. Почива, без приживе да получи от родината си подобаващо високо признание (с орден), продължавайки отношението на българската държава, проявено още от В. Червенков през 1953 г.
На 20 ноември 2019 г. о. з. полковник Пеньо Пенев е награден посмъртно с почетен знак „Свети Георги“ I степен.